# ناحیه سراج‌گنج
ناحیه سراج‌گنج (به لاتین: Sirajganj District) یک ناحیه در بنگلادش است که در استان راج‌شاهی واقع شده‌است.

## خصوصیات
ناحیه سراج‌گنج ۲٬۴۹۷٫۹۵ کیلومترمربع مساحت و ۳٬۰۹۷٬۴۸۹ نفر جمعیت دارد و ۷ متر بالاتر از سطح دریا واقع شده‌است.